# Header
Header (englisch head, ‚Kopf‘) ist in der Informationstechnik ein Anglizismus mit den Bedeutungen Kopf, Kopfdaten, Kopfzeilen, Einleitung, Vorspann. Es handelt sich dabei um einen Datenblock am Anfang einer Datei oder Datenstruktur. Der umgekehrte Fall, ein Datenblock am Ende, wird als Footer oder Trailer bezeichnet.

## Allgemeines
Die Bezeichnung Header steht für Zusatzinformationen (Metadaten), die Nutzdaten am Anfang eines Datenblocks ergänzen. Handelt es sich bei dem Datenblock um eine Datei (Audio-, Bild-, Text- oder Videodatei), so wird der Header auch Dateikopf genannt. Der Header ist jener Bereich der Datenstruktur, der alle Informationen über Webadressen, Organisationsdaten und Programmablauf enthält. Diese Zusatzinformationen können verwendet werden, um die Verarbeitung der Daten zu beschreiben (z. B. das Datenformat, die Adressinformationen eines zu transportierenden Datenpakets oder die verwendete Zeichenkodierung) bzw. um die Daten zu charakterisieren (z. B. den Autor oder die Lizenz). 
Datenpakete bei der Datenübertragung in Netzwerken enthalten ebenfalls Header, die – je nach Protokoll – die Sender- und Empfängeradresse oft auch andere Informationen enthalten. Der Header wird beim Empfänger von derjenigen Schicht im Netzwerkknoten ausgewertet, von der die Nachricht versendet wurde.

## Beispiele für Header
- Bei Rechnernetzwerken besitzt jedes von einem Rechner versandte Datenpaket einen Header, der Daten über den Absender, Empfänger, Typ und Lebensdauer des Datenpakets enthält.
- Beim Hypertext Transfer Protocol (HTTP) werden über den Header HTTP-Cookies und Informationen wie Dateigröße, HTTP-Server- und User-Agent-Kennung und MIME-Typ übertragen.
- Bei Mediendaten werden Header oft benutzt, um den Urheber oder andere relevante Daten zur Entstehung des Werkes zu kennzeichnen. Typischerweise sind außerdem Angaben zu Größe, Auflösung (bei Bildern), Datenrate (bei Audio- und Videodateien), Version des Dateityps usw. vorhanden.
- In E-Mails werden sogenannte Kopfzeilen verwendet, um u. a. Absender, Empfänger, Betreff, Datum, Route der Nachrichten zu beschreiben, siehe Header (E-Mail).
- In den Programmiersprachen C und C++ gibt es so genannte Header-Dateien, die eine oder mehrere Schnittstellendeklarationen enthalten.
- Print-Medien: Kopfzeilen
- Im Webdesign: Titelbereiche von HTML-Dateien

## Beispiele für Footer
- Koly-Block – ein Footer am Ende einer Datei im Universal Disk Image Format